# Anisozyga fragmentata
Anisozyga fragmentata är en fjärilsart som beskrevs av W. Warren 1907. Anisozyga fragmentata ingår i släktet Anisozyga och familjen mätare. Inga underarter finns listade i Catalogue of Life.